# Ipomoea carolina
Ipomoea carolina är en vindeväxtart som beskrevs av Carl von Linné. Ipomoea carolina ingår i släktet praktvindor, och familjen vindeväxter. Inga underarter finns listade i Catalogue of Life.